# Rosema (notodontídeos)
Rosema (Arctiidae) é um gênero de traça pertencente à família Arctiidae.